# Acanthoscurria bollei
Acanthoscurria bollei är en spindelart som beskrevs av Schmidt 2005. Acanthoscurria bollei ingår i släktet Acanthoscurria och familjen fågelspindlar. Inga underarter finns listade i Catalogue of Life.